# Tony Ferguson
Anthony Armand "Tony" Ferguson Padilla, född 12 februari 1984 i Oxnard i Kalifornien, är en amerikansk MMA-utövare som sedan 2011 tävlar i organisationen Ultimate Fighting Championship.

## Tävlingsfacit
| Resultat | Facit | Motståndare                       | Metod                     | Evenemang                               | Datum             | Rond | Tid  | Plats                              | Notering                                                    |
| -------- | ----- | --------------------------------- | ------------------------- | --------------------------------------- | ----------------- | ---- | ---- | ---------------------------------- | ----------------------------------------------------------- |
| Vinst    | 1–0   | Steve Avalos                      | Submission (slag)         | CXF: Anarchy at the Arena               | 12 april 2008     | 2    | 1:25 | Upland, Kalifornien, USA           |                                                             |
| Vinst    | 2–0   | Brandon Adams                     | TKO (slag)                | Total Fighting Alliance 11              | 12 juli 2008      | 2    | 2:18 | Long Beach, Kalifornien, USA       |                                                             |
| Vinst    | 3–0   | Joe Schilling                     | Submission (rear-naked)   | Total Fighting Alliance 12              | 13 september 2008 | 2    | 2:12 | Long Beach, Kalifornien, USA       |                                                             |
| Vinst    | 4–0   | Frank Park                        | Submission (triangel)     | Long Beach Fight Night 3                | 4 januari 2009    | 1    | 2:43 | Long Beach, Kalifornien, USA       |                                                             |
| Förlust  | 4–1   | Karen Darabedyan                  | Domslut (enhälligt)       | All Star Boxing: Caged in the Cannon    | 6 februari 2009   | 3    | 3:00 | Montebello, Kalifornien, USA       | Lättviktsdebut                                              |
| Vinst    | 5–1   | Daniel Hernandez                  | TKO (slag)                | NFAMMA: MMA at the Hyatt                | 5 mars 2009       | 1    | 2:22 | Westlake Village, Kalifornien, USA | Tillbaka i weltervikt                                       |
| Vinst    | 6–1   | Devin Benjamin                    | TKO (slag och armbågar)   | NFAMMA: MMA at the Hyatt 2              | 28 maj 2009       | 1    | 1:08 | Westlake Village, Kalifornien, USA |                                                             |
| Vinst    | 7–1   | James Fanshier                    | Domslut (enhälligt)       | Rebel Fighter                           | 17 juli 2009      | 3    | 5:00 | Placerville, Kalifornien, USA      |                                                             |
| Förlust  | 7–2   | Jamie Toney                       | Submission (triangel)     | NFAMMA: MMA at the Hyatt 3              | 16 oktober 2009   | 1    | 2:15 | Westlake Village, Kalifornien, USA |                                                             |
| Vinst    | 8–2   | Chris Kennedy                     | TKO (matchläkaren bryter) | NFAMMA: Resurrection                    | 18 december 2009  | 1    | 2:29 | Ventura, Kalifornien, USA          |                                                             |
| Vinst    | 9–2   | David Gardner                     | TKO (slag)                | CA Fight Syndicate: Battle of the 805   | 26 mars 2010      | 2    | 1:52 | Ventura, Kalifornien, USA          |                                                             |
| Vinst    | 10–2  | Brock Jardine                     | TKO (slag)                | PureCombat 12: Champions for Children   | 25 september 2010 | 4    | 2:35 | Clovis, Kalifornien, USA           | Vann den vakanta PureCombat welterviktstiteln               |
| Vinst    | 11–2  | Ramsey Nijem                      | KO (slag)                 | The Ultimate Fighter 13 Finale          | 4 juni 2011       | 1    | 3:54 | Las Vegas, Nevada, USA             | KO of the night                                             |
| Vinst    | 12–2  | Aaron Riley                       | TKO (matchläkaren bryter) | UFC 135                                 | 24 september 2011 | 1    | 5:00 | Denver, Colorado, USA              | Tillbaka i lättvikt                                         |
| Vinst    | 13–2  | Yves Edwards                      | Domslut (enhälligt)       | The Ultimate Fighter 14 Finale          | 3 december 2011   | 3    | 5:00 | Las Vegas, Nevada, USA             |                                                             |
| Förlust  | 13–3  | Michael Johnson                   | Domslut (enhälligt)       | UFC on Fox: Diaz vs. Miller             | 5 maj 2012        | 3    | 5:00 | East Rutherford, New Jersey, USA   |                                                             |
| Vinst    | 14–3  | Mike Rio                          | Submission (D’Arce)       | UFC 166                                 | 19 oktober 2013   | 1    | 1:52 | Houston, Texas, USA                | Submission of the Night                                     |
| Vinst    | 15–3  | Katsunori Kikuno                  | KO (slag)                 | UFC 173                                 | 24 maj 2014       | 1    | 4:06 | Las Vegas, Nevada, USA             |                                                             |
| Vinst    | 16–3  | Danny Castillo                    | Domslut (delat)           | UFC 177                                 | 30 augusti 2014   | 3    | 5:00 | Sacramento, Kalifornien, USA       |                                                             |
| Vinst    | 17–3  | Abel Trujillo                     | Submission (rear-naked)   | UFC 181                                 | 6 december 2014   | 2    | 4:19 | Las Vegas, Nevada, USA             |                                                             |
| Vinst    | 18–3  | Gleison Tibau                     | Submission (rear-naked)   | UFC 184                                 | 28 februari 2015  | 1    | 2:37 | Los Angeles, Kalifornien, USA      | Performance of the Night                                    |
| Vinst    | 19–3  | Josh Thomson                      | Domslut (enhälligt)       | UFC Fight Night: Mir vs. Duffee         | 15 juli 2015      | 3    | 5:00 | San Diego, Kalifornien, USA        | Performance of the Night                                    |
| Vinst    | 20–3  | Edson Barboza                     | Submission (D’Arce)       | The Ultimate Fighter 22 Finale          | 11 december 2015  | 2    | 2:54 | Las Vegas, Nevada, USA             | Performance of the Night, Fight of the Night                |
| Vinst    | 21–3  | Lando Vannata                     | Submission (D’Arce)       | UFC Fight Night: McDonald vs. Lineker   | 13 juli 2016      | 2    | 2:22 | Sioux Falls, South Dakota, USA     | Fight of the Night                                          |
| Vinst    | 22–3  | Rafael dos Anjos                  | Domslut (enhälligt)       | UFC Fight Night: dos Anjos vs. Ferguson | 5 november 2016   | 5    | 5:00 | Mexico City, Mexiko                | Fight of the Night                                          |
| Vinst    | 23–3  | Kevin Lee                         | Submission (triangel)     | UFC 216                                 | 7 oktober 2017    | 3    | 4:02 | Las Vegas, Nevada, USA             | Blev interimmästare i lättvikt                              |
| Vinst    | 24–3  | Anthony Pettis                    | TKO (hörnan bryter)       | UFC 229                                 | 6 oktober 2018    | 2    | 5:00 | Las Vegas, Nevada, USA             | Fight of the Night, World MMA Awards Fight of the Year 2018 |
| Vinst    | 25–3  | Donald Cerrone                    | TKO (matchläkaren bryter) | UFC 238                                 | 8 juni 2019       | 2    | 5:00 | Las Vegas, Nevada, USA             | Fight of the Night                                          |
| Förlust  | 25–4  | Justin Gaethje                    | TKO (slag)                | UFC 249                                 | 9 maj 2020        | 5    | 3:39 | Jacksonville, Florida, USA         | Fight of the Night                                          |
| Förlust  | 25–5  | Charles Oliveira                  | Domslut (enhälligt)       | UFC 256                                 | 12 december 2020  | 3    | 5:00 | Las Vegas, Nevada, USA             |                                                             |
| Förlust  | 25–6  | Mall:Landsdata IRA Beneil Dariush | Domslut (enhälligt)       | UFC 262                                 | 15 maj 2021       | 3    | 5:00 | Houston, Texas, USA                |                                                             |